# Паприков, Георгий
Георгий Иванов Паприков (болг. Георги Иванов Паприков; 25 февраля 1912, Ямбол — 29 марта 1984, Чикаго) — болгарский крайне правый политик, националист, антикоммунист. Активист Союза болгарских национальных легионов, один из основателей Болгарского национального фронта. Ближайший соратник Ивана Дочева. Редактор журнала Борба, историк болгарской антикоммунистической эмиграции. По профессии врач, известен также как исследователь болгарской филологии и истории.

## Организатор легионерской молодёжи
Окончил медицинский факультет Софийского университета. По медицинской специальности — хирург. Со студенческих лет примкнул к националистическому антикоммунистическому движению. Состоял в руководстве Национального союза студентов, возглавлял софийскую молодёжную организацию Союза болгарских национальных легионов. Руководил легионерским Союзом противовоздушной и химической защиты. Тесно сотрудничал с Иваном Дочевым.
После государственного переворота 19 мая 1934 и прихода к власти группы «Звено» Георгий Паприков перешёл в активную оппозицию. Правительство Кимона Георгиева проводило жёсткий консервативно-этатистский курс, не оставлявший места для гражданских политических инициатив, даже крайне правого характера. Паприков поддерживал царя Бориса III как противовес Георгиеву. В ноябре 1934 на студенческом празднике он организовал эффектную молодёжную демонстрацию в поддержку царя.
В 1938 Георгий Паприков работал ассистентом знаменитого хирурга Александра Станишева. В 1940 был призван на военно-медицинскую службу, награждён медалью за храбрость.
6 сентября 1944, после вступления в Болгарию советских войск и за три дня до прихода к власти БКП, Георгий Паприков вместе с Иваном Дочевым бежал в Австрию, затем перебрался в Германию. В НРБ он был дважды заочно приговорён к смертной казни.

## Идеолог антикоммунистической эмиграции
В Мюнхене 1947 Георгий Паприков принял участие в основании Болгарского национального фронта (БНФ). Длительное время являлся заместителем председателя БНФ, ближайшим соратником Ивана Дочева. В 1951 вместе с Дочевым переселился в США и обосновался в Чикаго. Редактировал издание БНФ журнал Борба. Представлял болгарскую антикоммунистическую эмиграцию в Антибольшевистском блоке народов.
В ходе внутренних конфликтов в БНФ Георгий Паприков неуклонно поддерживал Ивана Дочева — как политически, так и организационно.
Наряду с политической деятельностью, Георгий Паприков занимался в Чикаго медицинской практикой (перквалифицировавшись с хирургии на радиологию). Ещё в 1948 он получил степень доктора медицины в Гейдельбергском университете
В США Георгий Паприков сформировал внушительную коллекцию болгарской литературы, национальных наград и костюмов. В марте 1961 Паприков организовал болгарскую выставку в Чикаго, на которой присутствовали бывший президент США Гарри Трумэн и мэр Ричард Дейли.
Отдельно Паприков занимался вопросами болгарской филологии. Он отстаивал традиционную орфографию, выступая против её приближения к русской. В сближении алфавитов он видел дополнительный рычаг советского контроля над Болгарией.

Приравниванием к русскому алфавиту коммунисты стараются стереть нашу родную речь.

Георгий Паприков

Резко критиковал Паприков также возведение в НРБ многочисленных памятников советского происхождения.
В 1981 Георгий Паприков был избран председателем Болгарского национального фронта и занимал этот пост до кончины в 1984. Телеграмму соболезнования направил, в частности, Симеон II, наследник болгарского престола и будущий премьер-министр Болгарии.
После падения режима БКП и возобновления деятельности БНФ в Болгарии идеи Паприкова стали открыто пропагандироваться правонационалистическими силами.

## Семейный тандем
Георгий Паприков был женат на Станке Паприковой, медичке родом из Оряхово. Паприковы бракосочетались в Мюнхене в 1949. Доктор Станка Паприкова также десятки лет являлась активисткой БНФ. После кончины мужа она продолжила его работу по систематизации материалов болгарской эмиграции.